# Arnold Schönberg
 Der er for få eller ingen kildehenvisninger i denne artikel, hvilket er et problem. Du kan hjælpe ved at angive troværdige kilder til de påstande, som fremføres i artiklen.

Arnold Schönberg (13. september 1874 – 13. juli 1951) var en østrigsk komponist og musikteoretiker. Hans navn forbindes nok mest med tolvtonemusik; men faktisk komponerede han selv i flere forskellige stilarter. Nogle af hans mest kendte værker er skrevet i senromantisk stil.

## Biografi
Han kom fra en ortodoks jødisk familie, og var næsten selvlært som komponist. I 20-årsalderen levede han af at orkestrere operetter. Han fik først fremført musik offentligt som 24-årig, men blev efterhånden en efterspurgt lærer i komposition, og efter 1. verdenskrig blev han også professor i komposition i Berlin.
Efter Hitlers magtovertagelse i 1933 havde han det held som jøde at udvandre, først til Frankrig og derefter videre til USA, hvor han underviste i komposition i Los Angeles. I 1941 blev han amerikansk statsborger. 
I et af sine mest kendte værker, Pierrot Luinaire (= den månesyge Pierrot), udviklede han en ny type sang kaldt Sprechgesang (= talesang) i forbindelse med dette værk. 
Teksten til Schönbergs kendte korværk Gurrelieder er en oversættelse af J.P. Jacobsens digtcyklus Gurresange.

## Øretævekoncerten
Schönberg flyttede til Berlin i 1911, fordi han følte sig misforstået i Wien. 31. marts 1913 skulle han dog dirigere en koncert i Wien, med fremføring af egenkomponerede stykker, Mahler og af sine elever Alban Berg og Anton von Webern. Alban Bergs stykke, Orkestersange efter postkorttekster af Peter Altenberg op.4 forargede publikum, som støjede og raslede med nøgler. Anton von Webern sprang op og bad dem om at skrubbe hjem, hvorpå publikum råbte tilbage, at den, der syntes om den slags musik, hørte hjemme på Steinhof, altså den sindssygeanstalt, hvor Peter Altenberg var indlagt. Schönberg afbrød koncerten og råbte, at han skulle få urostifterne bortvist. En blandt publikum udfordrede ham til duel; og frem fra bagerst i salen kom så komponisten Oscar Straus kravlende over sæderækkerne, før han rettede sig op på scenen og stak Arnold Schönberg, præsident i Akademischer Verband für Literatur und Musik, en lussing. Skandalekoncerten huskes derfor som "øretævekoncerten". 